# Средни-Рыт
Средни-Рыт (болг. Средни рът) — село в Болгарии. Находится в Врачанской области, входит в общину Роман. Население составляет 27 человек.

## Политическая ситуация
Средни-Рыт подчиняется непосредственно общине и не имеет своего кмета.
Кмет (мэр) общины Роман — Красимир Петков Петков (независимый) по результатам выборов в правление общины.